# آقای دوربینی
حسین نمازی (در برخی منابع به اشتباه حسین زمانی، زادهٔ ۱۳۳۷) مشهور به حسین دوربینی یا آقای دوربینی فردی ایرانی‌ست که همواره به دنبال شرکت در مراسم دولتی یا رسمی‌ست تا در تلویزیون یا در روزنامه‌ها نمایش داده شود و به همین دلیل از سوی رسانه‌ها به این نام معروف شده است.

## زندگی
حسین نمازی زادهٔ ۱۳۳۷ در تهران، با اصلیتی شیرازی است که یک بار در سال ۱۳۷۹ ازدواج کرده و خود مدعی است به دلیل علاقهٔ زیادش به دوربین، از همسرش جدا شده است! که به عنوان کارمند خدماتی وزارت ارشاد در کتابخانه پارک شهر مشغول بکار است.

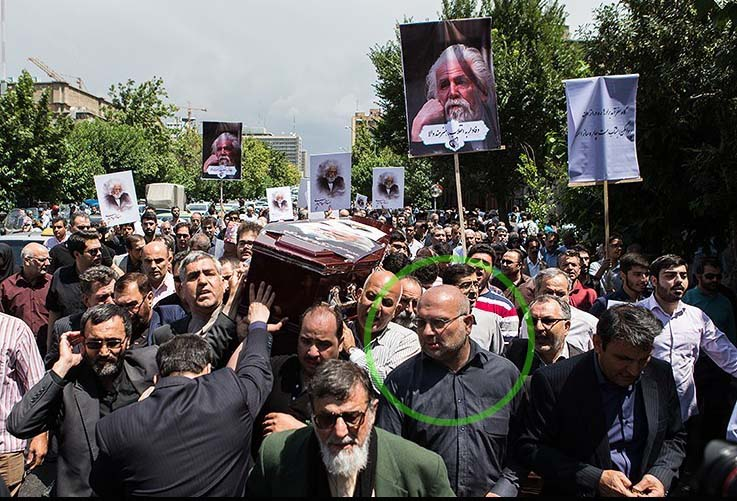
آقای دوربینی در مراسم تشیع حمید سبزواری

او در مصاحبه با هفته‌نامهٔ همشهری جوان می‌گوید:
از بچگی دوست داشتم آدم مهمی بشوم، دیپلم ردی هستم [...] برای دیدن فیلم مراسم‌هایی که در آنها شرکت کرده‌ام تا ساعت ۱۲ شب بیدار می‌مانم تا در حالت‌های مختلف خودم را تماشا کنم [...] یک شب داشتم از خیابان کریمخان عبور می‌کردم، به فروشگاهی رسیدم که نمایندگی یکی از شرکت‌های ساخت تلویزیون آنجا است. آنجا ۱۰ تلویزیون روی هم چیده شده بود، ناگهان دیدم مصاحبه‌ای که گزارشگر صدا و سیما با من انجام داده بود در حال پخش است. در آن واحد ۱۰ تلویزیون من را نشان می‌داد. نمی‌دانید چه کیفی داشت آن لحظه.

### آغاز ماجرا
آن‌طور که خود حسین به یاد دارد، همه چیز از مراسم عزاداری روز تاسوعا سال ۱۳۵۴ در مسجد ارگ شروع شد. آن روزها حسین جوانی ۱۷ ساله بود که برای عزاداری به داخل مسجد رفت و دیدن چند دوربین فیلمبرداری او را بسوی خود کشید. وقتی فیلم مراسم از تلویزیون پخش شد، حسین از دیدن تصویر خود ذوق زده و خوشحال شد:
آن موقع اینقدر مراسم نبود و مراسم تشیع جنازه یا بزرگداشت نبود. اما الان آنقدر که من را در تلویزیون نشان می‌دهند، وزیرها را نشان نمی‌دهند.
و در خبرگزاری ایمنا گفته است: هنوز انقلاب نشده بود، حجت‌الاسلام فلسفی در مسجد ارک سخنرانی می‌کرد، من جلو نشسته بودم و دوربین را نگاه کردم و خوشم آمد، پیگیر شدم. اولین بار که من را از تلویزیون نشان دادند انتظار نداشتم خودم را ببینم ولی وقتی دیدم، حسی وصف نشدنی برایم پیش‌آمد.
او به واسطهٔ عموی خود — حسین نمازی، وزیر امور اقتصادی و دارایی شش کابینهٔ دولت‌های مختلف — به دیدار سید روح‌الله خمینی، رهبر جمهوری اسلامی ایران، هم رفته است.

### پیشنهاد بازیگری
او در پاسخ به این پرسش که «چرا به دنیای بازیگری وارد نمی‌شوی؟» با یک چهرهٔ بی‌حس و بی علاقه به دنیای سینما می‌گوید به او پیشنهادهای هنری داده‌اند، اما قبول نکرده است:
نه این‌طوری هم به کارم می‌رسم و هم می‌توانم جلوی دوربین بیام. آخر من در یک اداره مشغول هستم.

## حاشیه‌ها
در روز جمعه ۲۱ مهر ۱۳۹۶، محسن قرائتی حین اجرای برنامهٔ عطر عاشقی و سخنرانی در امامزاده ابوالحسن شهر ری، آقای دوربینی را در وسط جمعیت دید و با لحنی تند و تحقیرکننده گفت: «این آقا را بیرونش کنید، اومده دوربین بازی کنه! پاشو برو بیرون، برو بیرون! من صد دفعه تو تلویزیون دیدمت!». این برخورد واکنش‌های زیادی در پی داشت و عزت‌الله ضرغامی با اشاره به تماس تلفنی‌اش با قرائتی نوشت: «قرائتی از خدا و آقای نمازی و هر کس دیگری که به هر دلیلی از ایشان ناراحتی به دل دارد، عذرخواهی کردند».
قرائتی گفت: «ما فقط ۱۴ معصوم داریم و همه ممکن است اشتباه کنند. از خدا و آقای نمازی و هر کس دیگری که به هر دلیلی از بنده ناراحتی به دل دارد، عذرخواهی می‌کنم»